# Sirte (nome)
Sirte  è un nome proprio di persona italiano femminile.

## Varianti
- Maschili: Sirto[2]

## Origine e diffusione

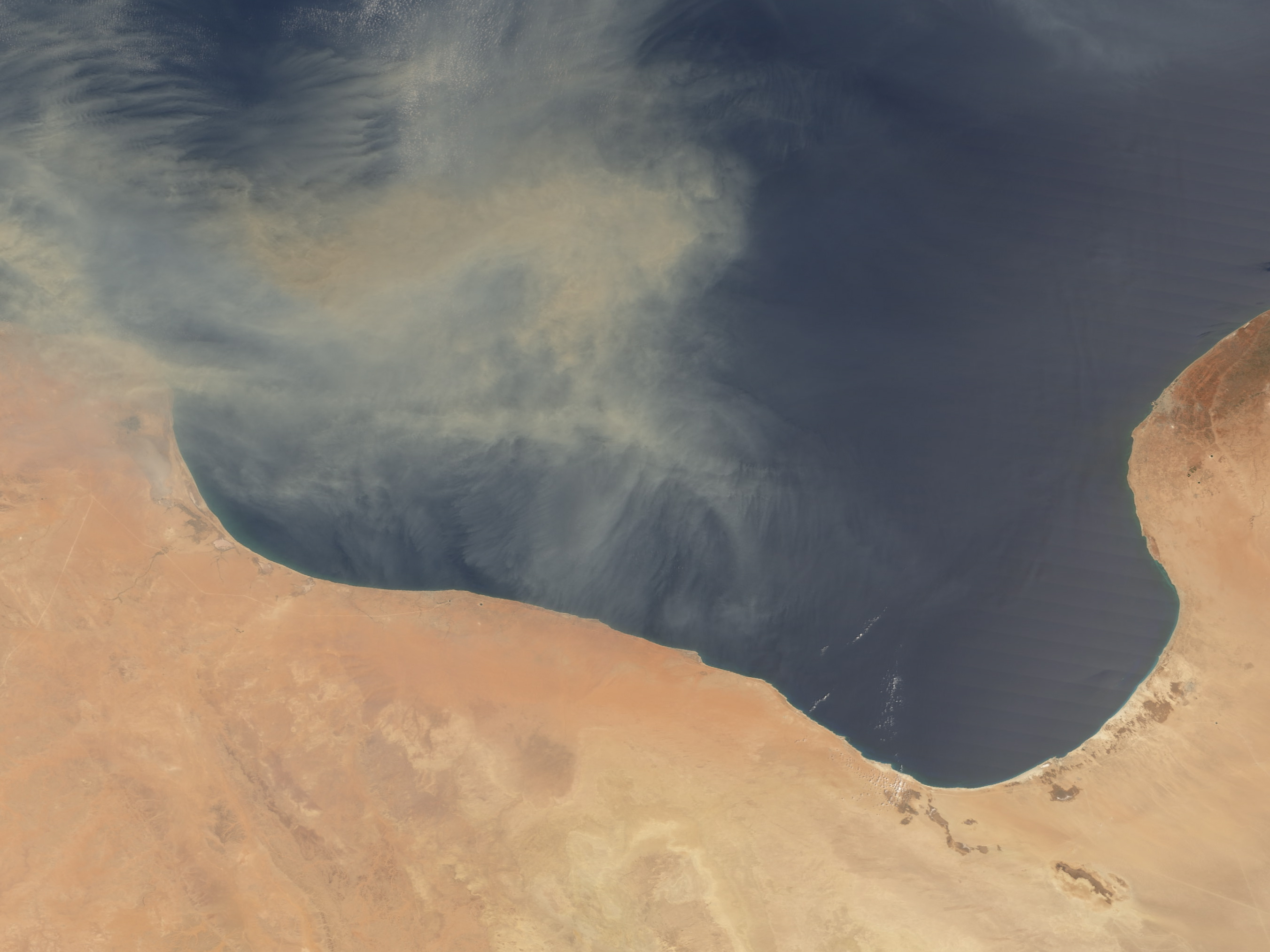
Vista aerea del golfo di Sirte

È un nome "ideologico" ripreso dalla città libica di Sirte in Libia, teatro della guerra italo-turca e di altri scontri successivi. La città trae il suo nome dal golfo della Sirte, in greco Σύρτις (Syrtis, "costa sabbiosa mutevole"), basato sul verbo σύρω (súrō, "trascinare", "tirare", in riferimento alle correnti marine).
Questo nome è attestato prevalentemente in Nord Italia e in Toscana; la diffusione è comunque scarsissima, specie per il maschile.

## Onomastico
Il nome è adespota, non essendovi sante che lo abbiano portato. L'onomastico può essere festeggiato il 1º novembre, in occasione di Ognissanti.